# Alchemilla eugenii
Alchemilla eugenii é uma espécie de rosácea do gênero Alchemilla, pertencente à família Rosaceae.